# راميلانديا
راميلانديا بلدية في ولاية بارانا في المنطقة الجنوبية من البرازيل.